# رادیو بین‌المللی چین

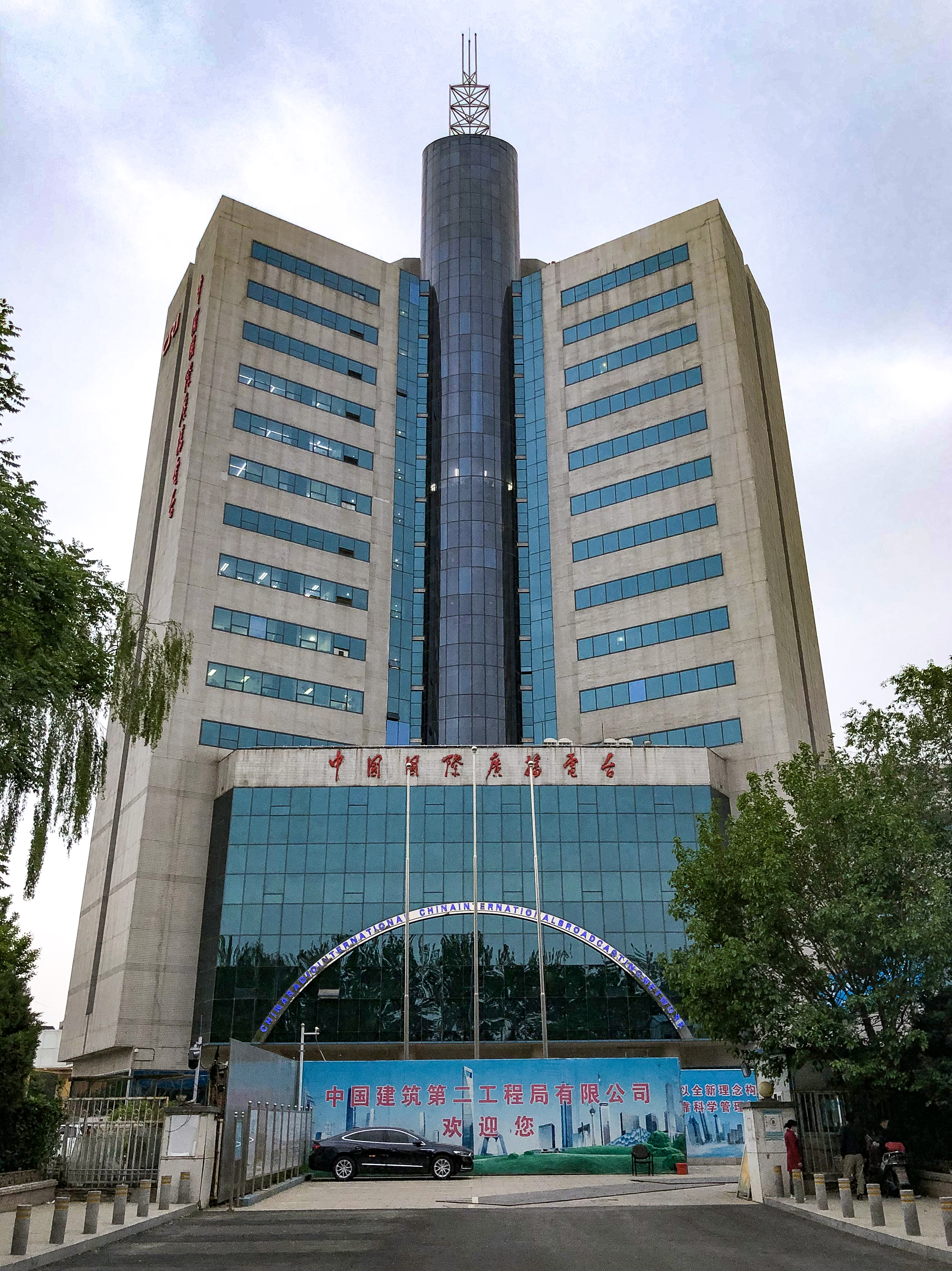
رادیو بین‌المللی چین

رادیو بین‌المللی چین CRI (中国国际广播电台) در ۳ دسامبر سال ۱۹۴۱ میلادی تأسیس شد. این رادیو هدف از تأسیس آن را بالا بردن درک و دوستی متقابل چین با مردم کشورهای دیگر جهان اعلام کرده‌است. رادیو بین‌المللی چین روزانه ۲۹۰ ساعت برنامه به ۴۳ زبان برای سراسر جهان پخش می‌کند که شامل اخبار، امور جاری و موضوعات سیاسی، اقتصادی، فرهنگی و علمی و فنی است. این رادیو در عین حال یک بخش فارسی هم دارد. بخش فارسی رادیو بین‌المللی چین در ۱۵ اکتبر سال ۱۹۵۷ تأسیس شده‌است. رادیو بین‌المللی چین به غیر از اخبار چین و جهان، برنامه‌های گوناگونی مانند حوادث بین‌المللی، حوادث چین، رویدادهای اقتصادی چین، اقلیت‌های چین، برترین‌های چین، گردشگری در چین، جهان ورزش، صندوق پستی شنوندگان دانشنامه چین، حکایت‌ها و لطایف، جامعه و زندگی، موسیقی، آموزش زبان چینی و فرهنگ چین دارد.

## بخش فارسی
در ۱۵ ماه اکتبر سال ۱۹۵۷ میلادی، پخش برنامه‌های این بخش به زبان فارسی رسماً آغاز شده‌است. با پیشنهادهای انجام‌شده در سال ۱۹۵۶ میلادی، رادیو پکن وقت، یعنی رادیو بین‌المللی چین کنونی در ۱۵ اکتبر سال ۱۹۵۷ بخش فارسی را ایجاد کرده و پخش برنامه‌های فارسی از این رادیو آغاز شده‌است.
در ماه سپتامبر سال ۱۹۶۱ میلادی، هشت نفر به عنوان نخستین گروه دانش‌آموخته رشته زبان فارسی دانشکده رادیو پکن به بخش زبان‌های فارسی و ترکی نهاد امور خارجی اداره امور رادیوی مرکزی اعزام شده و و در این بخش رسماً مشغول کار شدند.
برنامه فارسی یکی از برنامه‌هایی در تاریخ پخش برنامه‌های رادیویی برون‌مرزی چین است که زودتر از برنامه‌های دیگر برای منطقه آسیای غربی راه‌اندازی شده‌است. در دوره آغازین پس از تأسیس بخش فارسی رادیو بین‌المللی چین، برنامه‌های این بخش هر روز به نیم ساعت و دو بار پخش می‌شد و موضوعات آن اخبار و رویدادهای چین و جهان، تفسیرها و موسیقی‌ها را در بر می‌گرفت.
در دهه‌های ۶۰ و ۷۰ قرن بیستم، ۶ دانش‌آموخته از رشته زبان فارسی دانشگاه پکن به این رادیو ملحق شده و مهارت‌های ویرایش، گویندگی و ترجمه را فرا گرفتند. این کارمندان ۲۰ تا ۴۰ ساله به امور تبلیغات برون‌مرزی پرداختند. در آن زمان، برنامه‌هایی از جمله مسلمانان چین، راه ابریشم، ضرب‌المثل چینی، تاریخ ادبیات معاصر چین، جهان ورزش و آموزش زبان چینی دایر شد. در پایان سال ۲۰۰۳ میلادی، سایت اینترنتی برنامه فارسی رادیو بین‌المللی چین رسماً تأسیس شد.